# Ixora confertior
Ixora confertior är en måreväxtart som beskrevs av Cornelis Eliza Bertus Bremekamp. Ixora confertior ingår i släktet Ixora och familjen måreväxter. Inga underarter finns listade i Catalogue of Life.